# Progressive Field
Progressive Field is het honkbalstadion van de Cleveland Indians uitkomend in de Major League Baseball.
Het stadion werd op 2 april 1994 geopend onder de naam Jacobs Field. In januari 2008 werd de naam gewijzigd in Progressive Field.
Het stadion staat in de stad Cleveland in de staat Ohio. Het stadion heeft de bijnaam The Jake.
De jaarlijkse Major League Baseball All-Star Game werd in 1997 en 2019 in het stadion gehouden.

## Feiten
- Geopend: 2 april 1994
- Ondergrond: Poa Pratensis (Kentucky Bluegrass)
- Constructiekosten: 175 miljoen US $
- Architect(en): Populous (voorheen HOK Sport) / Whitley & Whitley Architects
- Bouwer: Osborn Engineering
- Capaciteit: 35.051 (2017)
- Adres: Progressive Field, 2401 Ontario Street, Cleveland, OH 44115 (U.S.A.)

## Veldafmetingen honkbal
- Left Field: 325 feet (99,1 meter)
- Left Center: 370 feet (112,8 meter)
- Center Field: 405 feet (123,4 meter)
- Deep Center Field: 410 feet (125 meter)
- Right Center: 375 feet (114,3 meter)
- Right Field: 325 feet (99,1 meter)

## Progressive Field in films
- De film Major League is grotendeels in dit stadion opgenomen (1989).